# クンねずみ
「クンねずみ」は宮沢賢治の短編小説（寓話）。生前未発表の作品である。
作中に「ツェねずみ」の内容が新聞記事として掲載されている描写が存在する。執筆に使用した原稿用紙や筆記具、筆跡等から機械的に年代を推定して掲載順序を決定した『校本 宮澤賢治全集』（筑摩書房）においては、本作と「ツェねすみ」「鳥箱先生とフウねずみ」は同じ巻に並ぶ形で掲載されている。

## タイトルについて
執筆当初のタイトルは「クンねずみ」であったが、その後文体の手直し（敬体から常体へ）を伴った推敲の際に「クねずみ」とされた。このため、作者没後の初発表以来タイトルは「クねずみ」とされてきた。しかし、『校本 宮澤賢治全集』第7巻（1973年）では、草稿調査の結果、この推敲が不徹底であった（文体の変更も途中で終わっている）ことから、いったん完成した「クンねずみ」での段階の本文が採用され、それ以降の刊本ではこれが踏襲されている（『校本全集』よりも前の全集などでは、最終段階の常体の箇所を敬体に編集者が修正した本文を使用していた。外部リンクの青空文庫にある『クねずみ』（出典は岩波文庫）はその時期の本文である）。

## あらすじ
下水川のほとりに、クンという名の鼠が住んでいた。彼は極端な威張り屋の妬み屋、僻み屋。他の鼠や虫たちが専門的な難しい言葉を使ったり、賞賛に値する行為をすれば機嫌を損ね、エヘン、エヘン、ヴェイヴェイ！と大きな咳払いをして威嚇するのだった。
ある日、クンねずみの元を客として訪れたタねずみが、「オウベイのキンユウ」「オキナワレットウにハッセイしたテイキアツ」などの語句を操る。クンはさっそく嫉妬し、咳払いでタを追い出した。それでとりあえず機嫌を直したクンは、『ねずみ競争新聞』を広げる。ネズミ仲間の競争ネタを専門に報道する紙面に「ツェねずみの行方不明」を発見し、意地の悪いツェの最期を連想してひとしきり喜んだクンだったが、「新任鼠会議員　テ氏」の記事に、またも激しい嫉妬を燃やす。
クンは気分転換のため散歩に出る。しかし、通りがかりに耳にした「朝2時に起き、夜3時までつきっきりで親の看病をする、孝行ものの蜘蛛」の噂に腹を立て、噂をしていたむかでを咳払いで追い払う。そんな折、向こうのほうから例のテねずみの、滔々たる演説が聞こえてくる。
「そこでそのケイザイやゴラクが悪くなるというと、不平を生じてブンレツを起すというケッカにホウチャクするね。そうなるのは実にそのわれわれのシンガイで、フホンイであるから、やはりその、ものごとは共同一致団結和睦のセイシンでやらんといかんね。」
難解な語句を多用した、理路整然たる演説にクンは激しく嫉妬し、「エヘン、エヘン、ヴェイヴェイ！」と大声で喚きたてる。と、それを聞きつけたテは手下を指揮してクンを捕らえ「クンねずみはブンレツ者によりて、みんなの前にて暗殺すべし」と宣告する。
縛り上げられ、チュウチュウ泣きわめくクン。まさに公開暗殺が執行されようとしたところへ、猫大将が乱入してくる。周囲は大混乱になり、テねずみも捕り手のねずみも見物していたねずみも、縛り上げられたクンを放り出して逃げ去ってしまった。転がっているクンを見つけた猫大将は彼の身の上を不憫がり、自分の家へと連れ帰る。そして、4匹の子猫たちの家庭教師役を命じた。クンは算術の計算問題を出してみたが、子猫たちはいとも簡単に解いてしまう。自分がすぐに覚えられなかった問題を簡単に解かれたことで癪に障ったクンは「エヘン、エヘン、エイ、エイ」とやってしまった。「よくも人をそねみやがったな」と怒った子猫たちはクンの足を1本ずつくわえて囓りだし、クンは食べられてしまう。クンを食べ終わった子猫たちは「何を習ったか」という猫大将の問いに「鼠をとることです」と答えた。